# Moriosomus
Moriosomus is een geslacht van kevers uit de familie van de loopkevers (Carabidae). De wetenschappelijke naam van het geslacht is voor het eerst geldig gepubliceerd in 1864 door Motschulsky.

## Soorten
Het geslacht Moriosomus omvat de volgende soorten:
- Moriosomus motschulskyi Erwin & W.Moore, 2007
- Moriosomus seticollis Straneo, 1985
- Moriosomus sylvestris Motschulsky, 1855